# لوتس للطيران
لوتس للطيران هي شركة طيران مصرية خاصة، يقع مقرها الرئيسي في العاصمة القاهرة، وتتخذ من مطار القاهرة الدولي مركزاً لعملياتها، بالإضافة لمراكزها الأخرى في مطار شرم الشيخ الدولي، مطار الغردقة الدولي، مطار الأقصر الدولي، مطار أسوان الدولي ومطار أبو سمبل، تأسست الشركة عام 1997، وبدأت عملياتها رسمياً عام 1998، تسير لوتس للطيران العديد من الرحلات العارضة والمنتظمة من مراكزها إلى العديد من الوجهات في دول أوروبا والشرق الأوسط، وبلغ عدد وظفي الشركة في مارس 2007 حوالي 370 موظفاً.

## وصلات خارجية
- الموقع الرسمي للشركة (بالإنجليزية)
- تفاصيل أسطول لوتس للطيران (بالإنجليزية)